# Leopoldo Angulo
Leopoldo Angulo Bustillo (1856-) fue un abogado y político colombiano, miembro del Partido Conservador Colombiano. Ocupó una curul en el Congreso colombiano.

## Familia
Leopoldo era hijo de Luis José Angulo González y de María Concepción Bustillo Barrios. Su hermano mayor Felipe, era un destacado abogado y diplomático conservador con una amplia trayectoria en varios gobiernos conservadores. Sus otros hermanos eran  Manuel, Antonio, Concepción, Luis, Ismael, Blanca, Tomasa y María Angulo Bustillo.
Se casó con Lorenza Pareja García, con quien tuvo a su único hijo, Luis Felipe Angulo Pareja. Uno de sus bisnietos es el periodista y hacendado Juan José de la Vega.